# Кшеслиці
Кшеслиці (пол. Krześlice, нім. Dreilinden) — село в Польщі, у гміні Победзиська Познанського повіту Великопольського воєводства.
Населення — 157 осіб (2011).
У 1975-1998 роках село належало до Познанського воєводства.

## Демографія
Демографічна структура станом на 31 березня 2011 року:
|          | Загалом | Допрацездатний вік | Працездатний вік | Постпрацездатний вік |
| -------- | ------- | ------------------ | ---------------- | -------------------- |
| Чоловіки | 88      | 19                 | 64               | 5                    |
| Жінки    | 69      | 17                 | 43               | 9                    |
| Разом    | 157     | 36                 | 107              | 14                   |